# Warren (cràter)
Warren és un cràter d'impacte en el planeta Venus de 50,9 km de diàmetre. Porta el nom de Mercy Otis Warren (1728-1814, poetessa i historiadora estatunidenca, i el seu nom va ser aprovat per la Unió Astronòmica Internacional el 1994.